# ألان كوش (لاعب كرة قدم)
ألان كوش (بالإنجليزية: Alan Koch) هو مدرب كرة قدم ولاعب كرة قدم جنوب أفريقي، ولد في 30 أبريل 1975 في ديربان في جنوب أفريقيا. لعب مع نادي يميريك. وهو مدرب نادي إدمونتون الكندي منذ 2020.

## وصلات خارجية
- ألان كوش على موقع قاعدة بيانات كرة القدم.إي يو (الإنجليزية)
- ألان كوش على موقع عالم كرة القدم.نت (الإنجليزية)